# Olympische Sommerspiele 1984/Teilnehmer (Sri Lanka)
| Gelbes Symbol für Goldmedaillen mit stilisierten Olympischen Ringen | Graues Symbol für Silbermedaillen mit stilisierten Olympischen Ringen | Braundes Symbol für Bronzemedaillen mit stilisierten Olympischen Ringen |
| ------------------------------------------------------------------- | --------------------------------------------------------------------- | ----------------------------------------------------------------------- |
| —                                                                   | —                                                                     | —                                                                       |

Sri Lanka nahm an den Olympischen Sommerspielen 1984 in Los Angeles, USA, mit einer Delegation von vier Sportlern (allesamt Männer) teil.

## Teilnehmer nach Sportarten

### Gewichtheben
- Sunil Munic Silva
Fliegengewicht: 16. Platz

### Schwimmen
- Julian Bolling
400 Meter Freistil: 36. Platz
1500 Meter Freistil: 27. Platz
400 Meter Lagen: 21. Platz

### Segeln
- Lalin Jirasinha
470er: 27. Platz

- Ranil Dias
470er: 27. Platz